# Haruki Murakami
Haruki Murakami (jap. 村上 春樹 Murakami Haruki; ur. 12 stycznia 1949 w Kioto) – japoński pisarz, eseista i tłumacz literatury amerykańskiej.

## Życiorys
Urodził się w Kioto w Japonii podczas powojennego wyżu demograficznego, a wychował się w Nishinomiya, Ashiya i Kobe. Jest jedynakiem. Jego ojciec, Chiaki, był synem buddyjskiego mnicha, opata świątyni An’yō-in w Kamakurze, a matka, Miyuki, córką kupca z Osaki. Oboje uczyli literatury japońskiej. Ojciec brał udział w wojnie chińsko-japońskiej i był przez nią głęboko straumatyzowany, co odbiło się również na jego synu.
Murakami studiował w latach 1968–1975 na Wydziale Literatury tokijskiego Uniwersytetu Waseda teatrologię, w tym pisanie scenariuszy. W latach 1974–1981, razem z żoną, Yōko (pobrali się w 1971), prowadził klub jazzowy „Peter Cat” w mieście Kokubunji wchodzącym w skład metropolii Tokio, mieszkając w tym czasie w Sendagai. 
W wieku 30 lat wydał swoją pierwszą powieść Słuchaj pieśni wiatru (Hear the Wind Sing, 1979). Po napisaniu wysłał ją na konkurs literacki, zajmując pierwsze miejsce i zdobywając nagrodę magazynu literackiego Gunzō (ang. Gunzo New Writers' Prize, jap. Gunzō Shinjin Bungakushō). Kolejnymi utworami Murakamiego były: Flipper roku 1973 (1980) i Przygoda z owcą (1982). Te trzy utwory nazywane są Trylogią „Szczura”, od przydomka jednego z bohaterów.
Następne książki: Koniec świata i hard-boiled wonderland (1985, Nagroda im. Jun’ichirō Tanizakiego), Tańcz, tańcz, tańcz (1988) i Na południe od granicy, na zachód od słońca (1992) ugruntowały jego pozycję jako pisarza, a także przyniosły mu sławę na Zachodzie, głównie w Stanach Zjednoczonych.
W latach 1986–1988 mieszkał we Włoszech, gdzie napisał jedną z nielicznych powieści realistycznych w swoim dorobku, Noruwei no mori (Norwegian Wood) – nawiązującą tytułem do piosenki Beatlesów – wyrażającej tęsknoty pokolenia młodości narratora, jego wspomnień miłości z czasów studenckich. Książka odniosła oszałamiający sukces, a Murakami stał się międzynarodową gwiazdą mediów. 
Nie mogąc znieść złych stron sławy, w 1991 r. przeprowadził się do Stanów Zjednoczonych, gdzie wykładał na Uniwersytecie Princeton (1991–1993), a następnie na Tufts University (1993–1995) w Medford, w stanie Massachusetts. 
Po trzęsieniu ziemi w Kobe, a także ataku gazowym sekty Najwyższa Prawda w tokijskim metrze w 1995 r. powrócił do kraju. W tym samym roku ukazała się Kronika ptaka nakręcacza, oceniana przez krytyków jako największe osiągnięcie literackie pisarza (Nagroda Yomiuri w 1996 r.). W 1997 napisał Underground, w 1999 r. Sputnik Sweetheart, a w 2002 – Kafka nad morzem. Jest autorem kilku zbiorów opowiadań.
W 2006 roku został uhonorowany Nagrodą Franza Kafki. Otrzymał również Nagrodę Asahi za 2006 rok.
Murakami jest także tłumaczem, przełożył z angielskiego utwory takich autorów, jak m.in.: Francis Scott Fitzgerald, Raymond Carver, John Irving, Truman Capote. Większość jego twórczości, która ukazała się po polsku, tłumaczyła Anna Zielińska-Elliott.
Jak sam mówi, poczuł chęć pisania na meczu baseballowym w 1978 r., sam nazywa to „objawieniem”. Regularnie bierze udział w maratonach.

## Twórczość

### Powieści
| Polskie tłumaczenie | Polskie tłumaczenie                                | Japoński oryginał | Japoński oryginał                                                                                       |
| Rok wydania         | Tytuł                                              | Rok wydania       | Tytuł                                                                                                   |
| ------------------- | -------------------------------------------------- | ----------------- | --- |
| 2014                | Słuchaj pieśni wiatru                              | 1979              | 風の歌を聴け Kaze no uta o kike                                                                         |
| 2014                | Flipper roku 1973                                  | 1980              | 1973年のピンボール 1973-nen no pinbōru                                                                  |
| 1995                | Przygoda z owcą                                    | 1982              | 羊をめぐる冒険 Hitsuji o meguru bōken                                                                   |
| 1998                | Koniec świata i hard-boiled wonderland             | 1985              | 世界の終りとハードボイルド・ワンダーランド Sekai no owari to hādoboirudo wandārando                     |
| 2006                | Norwegian Wood                                     | 1987              | ノルウェイの森 Noruwei no mori                                                                          |
| 2005                | Tańcz, tańcz, tańcz                                | 1988              | ダンス・ダンス・ダンス Dansu dansu dansu                                                                |
| 2003                | Na południe od granicy, na zachód od słońca        | 1992              | 国境の南、太陽の西 Kokkyō no minami, taiyō no nishi                                                     |
| 2004                | Kronika ptaka nakręcacza                           | 1992-1995         | ねじまき鳥クロニクル Nejimaki-dori kuronikuru                                                           |
| 2003                | Sputnik Sweetheart                                 | 1999              | スプートニクの恋人 Supūtoniku no koibito                                                                |
| 2007                | Kafka nad morzem                                   | 2002              | 海辺のカフカ Umibe no Kafuka                                                                            |
| 2007                | Po zmierzchu                                       | 2004              | アフターダーク Afutā dāku                                                                               |
| 2010–2011           | 1Q84                                               | 2009-2010         | 1Q84 ichi-kew-hachi-yon                                                                                 |
| 2013                | Bezbarwny Tsukuru Tazaki i lata jego pielgrzymstwa | 2013              | 色彩を持たない多崎つくると、彼の巡礼の年 Shikisai wo motanai Tazaki Tsukuru to, kare no junrei no toshi |
| 2018                | Śmierć Komandora                                   | 2017              | 騎士団長殺し Kishidanchō goroshi                                                                        |
| 2024                | Miasto i jego nieuchwytny Mur                      | 2023              | 街とその不確かな壁 Machi to sono fu tashikana kabe                                                      |

### Zbiory opowiadań
| Polskie tłumaczenie | Polskie tłumaczenie                                                                                     | Japoński oryginał | Japoński oryginał                                              |
| Rok wydania         | Tytuł                                                                                                   | Rok wydania       | Tytuł                                                          |
| ------------------- | --- | ----------------- | -------------------------------------------------------------- |
| brak                | brak | 1981              | 夢で逢いましょう Yume de Aimashou (współautor: Shigesato Itoi) |
| brak                | brak; wszystkie opowiadania z tego zbioru znalazły się w polskim wydaniu Ślepa wierzba i śpiąca kobieta | 2005              | 東京奇譚集 Tōkyō kitanshū                                      |
| 2006                | Wszystkie boże dzieci tańczą                                                                            | 2000              | 神の子どもたちはみんな踊る Kami no kodomo-tachi wa minna odoru |
| 2008                | Ślepa wierzba i śpiąca kobieta                                                                          | 1980–2005         | めくらやなぎと眠る女 Mekurayanagi to nemuru onna               |
| 2012                | Zniknięcie słonia                                                                                       | 1993              | 象の消滅 Zō no shōmetsu                                        |
| 2015                | Mężczyźni bez kobiet                                                                                    | 2014              | 女のいない男たち Onna no inai otokotachi                       |
| 2020                | Pierwsza osoba liczby pojedynczej                                                                       | 2020              | 一人称単数 Ichininshō Tansū                                    |

### Eseje i literatura faktu
| Polskie tłumaczenie | Polskie tłumaczenie                  | Japoński oryginał | Japoński oryginał                                                                                |
| Rok wydania         | Tytuł                                | Rok wydania       | Tytuł                                                                                            |
| ------------------- | ------------------------------------ | ----------------- | ------------------------------------------------------------------------------------------------ |
| brak                | brak                                 | 1981              | ウォーク・ドント・ラン : 村上龍 vs 村上春樹 Wōku donto ran (współautor: Ryū Murakami)            |
| brak                | brak                                 | 1990              | 雨天炎天 Uten Enten                                                                              |
| brak                | brak                                 | 1996              | 村上春樹、河合隼雄に会いにいく                                                                   |
| brak                | brak                                 | 1997              | ポ－トレイト・イン・ジャズ Pōtoreito in jazu                                                     |
| 2021                | Podziemie. Największy zamach w Tokio | 1997-1998         | アンダーグラウンド Andāguraundo                                                                  |
| brak                | brak                                 | 2001              | ポ－トレイト・イン・ジャズ 2 Pōtoreito in jazu 2                                                 |
| 2010                | O czym mówię, kiedy mówię o bieganiu | 2007              | 走ることについて語るときに僕の語ること Hashiru koto ni tsuite kataru toki ni boku no kataru koto |
| brak                | brak                                 | 2008              | 意味がなければスイングはない Imi ga nakereba suingu wa nai                                       |
| 2022                | Rozmowy o muzyce                     | 2011              | 小澤征爾さんと、音楽について話をする (współautor: Seiji Ozawa)                                   |
| 2017                | Zawód: powieściopisarz               | 2015              | 職業としての小説家 Shokugyō to shite no shōsetsuka                                               |
| brak                | brak                                 | 2015              | ラオスにいったい何があるというんですか? 2 Raos ni ittai nani ga aru to iun desuka?               |
| brak                | brak                                 | 2015              | 職業としての小説家 Shokugyō to shite no Shōsetsuka                                               |
| 2022                | Porzucenie kota. Wspomnienie o ojcu  | 2020              | 猫を棄てる 父親について語るとき Neko o suteru chichioya ni tsuite kataru toki                    |
| 2023                | Moje ukochane T-shirty               | 2020              | 僕の愛したTシャツたち                                                                            |

### Ekranizacje
- Słuchaj pieśni wiatru (1981, Japonia)
- Tony Takitani (2004, Japonia)
- Na południe od granicy (2006, Polska)
- All God’s Children Can Dance (2007, USA)
- Norwegian Wood (2010)
- Pamiętnik dźwięków (The Diary of Sounds) (2012, Ukraina) film krótkometrażowy na podstawie opowiadania Ślepa wierzba i śpiąca kobieta[9]
- Płomienie (Beoning) (2018, Korea Płd., Japonia)
- Drive My Car (2021, Japonia) – na podstawie zbioru opowiadań Mężczyźni bez kobiet.